# Wolverine Lake, Michigan
Wolverine Lake är en ort (village) i  Commerce Township, Oakland County, Michigan, USA.